# Vulcano (brazil együttes)
A Vulcano egy brazil metalzenekar, mely 1981-ben alakult São Paulóban. Az egyik első black metal/death metal zenekar volt Latin-Amerikában, a Sepulturára is hatást gyakoroltak. Első lemezük 1983-ban jelent meg Om Pushne Namah címmel, melyen portugálul énekeltek. 2010-ben indultak először európai turnéra, melynek során 14 különböző országban 18 koncertet adtak.

## Jelenlegi és egykori tagok
- Angel - vokál
- Zhema Rodero - gitár
- Fernando Nonath - gitár
- Carlos Diaz - basszus
- Arthur Justo - dob
- Robson - vokál
- Genne - vokál
- Luiz Carlos - vokál
- Paulo Magrão - gitár
- Marreco - gitár
- Johnny Hansen - gitár
- Soto Jr. - gitár
- Zé Flávio - gitár
- Maurício - gitár
- André Martins - gitár
- Cláudio Passamani - gitár
- Luxo - basszus
- Carli Cooper - basszus
- Fernando Levine - basszus
- Saulo - dob
- José Piloni - dob
- Renato "Pelado" - dob
- Laudir Piloni - dob
- Jair - dob
- Arthur Vasconcelos - dob
- VX - dob

## Lemezeik
- Live! (1985)
- Bloody Vengeance (1986)
- Anthropophagy (1987)
- Who Are the True? (1988)
- Ratrace (1990)
- Tales From the Black Book (2004)
- Five Skulls and One Chalice (2009)
- Drowning in Blood (2011)
- The Man The Key The Beast (2013)